# Доментиан (Попович)
Епископ Доментиан (серб. Епископ Доментијан, в миру Драгутин Маркович или Попович, серб. Драгутин Поповић; 24 октября (5 ноября) 1872, Сокобаня — 8 марта 1913, Ниш) — епископ Сербской православной церкви, епископ Нишский.

## Биография
Родился 24 октября 1872 года в городе Сокобаня в семье протоиерея Крсты и его супруги Милевы.
Начальную школу окончил в родном городе, а четыре разряда гимназии с хорошими успехами окончил в Алексинце.
Своим земляком митрополитом Белградским Михаилом (Йовановичем), который и направил его в Киев, где он окончил семинарию и Духовную академию в 1899 году со степенью кандидата богословия.
Вернувшись после обучения на Родину, служил писарем суда Шабацкой епархии, помощником преподавателя в гимназии города Шабац.
14 / 27 сентября 1903 года в монастыре Петковица под Шабацем епископом Щабацким Димитрием (Павловичем) был пострижен в монашество с именем Доментиан и рукоположён в сан иеродиакона, а на следующий день — в иеромонаха.
В 1904 году назначен учителем и воспитателем Семинарии Святого Саввы в Белграде. В 1905 году сдал экзамен на получение должности профессора.
19 апреля / 2 мая 1911 года на весенней сессии Священного Архиерейского Собора был единогласно избран епископом Нишким.
24 апреля / 7 мая состоялась его епископская хиротония, а 29 мая / 11 июня 1911 года — настолование.
Будучи владыкой Нишским, архиереем единственной прифронтовой епархии, Доментиан выполнял важную задачу укрепления духа сербской армии в Балканских войнах. В силу этого 8 июля 1912 года он совершил чин освещения знамён сербских добровольцев в Нише,
а 5 ноября 1912 года, по приказу митрополита Димитрия, «в Нишском соборе» он провёл «службу с молением за успех сербского и христианского союзного оружия».
Скончался от сыпного тифа 8 марта 1913 года, заразившись во время обхода в лазарете сербских солдат. Отпевание возглавил епископ Шабацкий Сергий (Георгиевич). Похоронен 10 / 23 марта, в епископской гробнице в Нишской соборной церкви.